# وليم الموربيكي
وليم الموربيكي (نحو 1215 - 1286 م) كبير أساقفة كورنث الفلمنكي، ومترجم نصوص فلسفية يونانية إلى اللاتينية.
ترجم ما وراء الطبيعة لأرسطو سنة 1260 م.